# Shelby (Carolina del Nord)
Shelby è una città degli Stati Uniti d'America, capoluogo della contea di Cleveland, nella Carolina del Nord.
La popolazione al censimento dell'anno 2000 era di 19.477 unità, 21.351 secondo una stima del 2007.
Secondo l'United States Census Bureau, la città si trova su un'area complessiva di 47,0 km², di cui solo 0,10 km² (pari allo 0,11%) sono coperti da acqua.